# Magyari Barna
Magyari Barna (Nagyszalonta, 1965. május 23.) költő, újságíró, pedagógus.

## Életrajza, munkássága
Nagyváradon érettségizett 1983-ban - 1985. decembere óta publikál. Édesapjával települt át 1988. márciusában. A pedagógusi oklevelet 1993-ban a Békéscsabai Tanítóképző Főiskolán szerezte meg. Vésztőn él.

## Művei
- A lét horizontja : versek (2013)
- A mi időnk (2006)
- Az ember cucca (2004)
- Esőre áll a csípőd (1999)
- A szeretet szele (1998)
- A költők belevizeltek a Dunába (1997)
- Áthúzott hallgatás : Magyari Barna, Mocsár József versei (1994)

## Legfontosabb kitüntetései
- Bárka-díj (2006)
- TÖOSZ Sajtó-díj (2006)
- Oktatási és Kulturális Minisztérium különdíja (Széchenyi és Korunk pályázat, 1992.)
- Hevesi Szemle Nívó-díja (1989)